# Вайнек, Фридрих

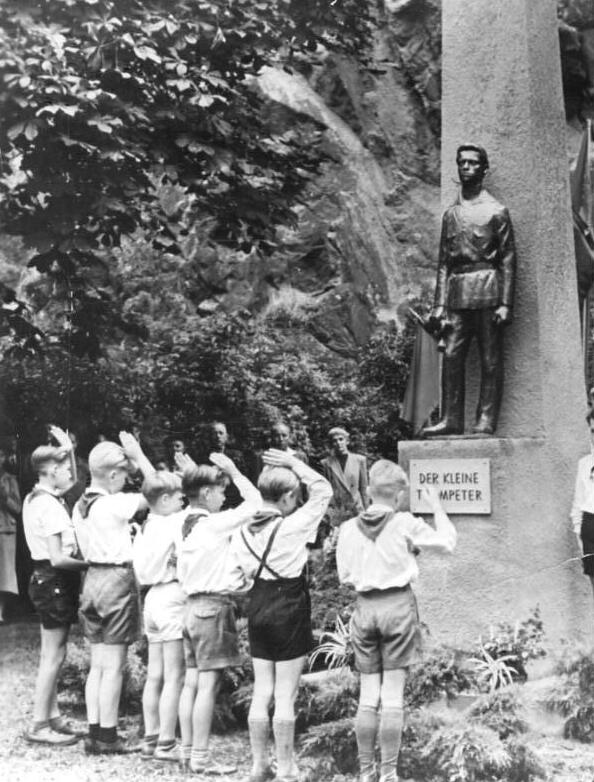
Немецкие пионеры у памятника Фридриху Вайнеку

Фридрих Август Вайнек (нем. Friedrich "Fritz" August Weineck; 26 августа 1897, Галле — 13 марта 1925, там же) — немецкий коммунист, активист Союза красных фронтовиков, застреленный полицией во время разгона коммунистического митинга. Образ Вайнека получил широкое распространение в пропаганде ГДР, где он считался национальным героем.

## Биография
Родился 26 августа 1897 года в городе Галле в семье рабочего.
На жизнь зарабатывал изготовлением щёток и веников. Участвовал в Первой мировой войне, где был ранен.
В 1924 году Фриц Вайнек вступил в Коммунистическую партию Германии и Союз красных фронтовиков. Во время коммунистических митингов и демонстраций Вайнек, состоявший в оркестре, играл на трубе. За свой маленький рост он был прозван товарищами «маленьким трубачом».
13 марта 1925 года в Галле, в ходе разгона предвыборного коммунистического митинга, на котором должен был выступать Эрнст Тельман, Вайнек был застрелен полицейским. Помимо Вайнека тогда полицией было убито ещё 9 митингующих. На похоронах погибших присутствовало более 10 тысяч человек.

## Память
В честь Фридриха Вайнека в 1925 году была написана известная песня Der kleine Trompeter (рус. Маленький трубач). В Советском Союзе на её основе поэтом Михаилом Светловым была сочинена песня Юный барабанщик.
В ГДР немало улиц и школ были названы в честь Вайнека. В 1958 году в родном городе Вайнека Галле ему был установлен памятник, у которого городских детей в торжественной обстановке принимали в пионеры.
11-й мотострелковой дивизии Национальной народной армии ГДР, которая дислоцировалась в Галле, было присвоено имя Фрица Вайнека.
Имя Фридриха Вайнека в 1974 году также было присвоено крупной гостинице в городе Оберхоф.
В 1964 году восточногерманским режиссёром Конрадом Петцольдом был снят фильм «Песня трубача» (нем. Das Lied vom Trompeter), посвящённый жизни и смерти Фридриха Вайнека.
О Фрице Вайнеке написан роман «Наш маленький трубач» Отто Готше и книга Герхарда и Инги Хольц-Баумерт «Маленький трубач и его друг».